# Bill Cotter
William „Bill“ Cotter (* 10. Februar 1943 im County Monaghan) ist ein früherer irischer Politiker (Fine Gael). Von 1989 bis 1992 war Cotter Teachta Dála (Abgeordneter) im Dáil Éireann und von 1993 bis 1997 Mitglied im Seanad Éireann. 
Cotter arbeitete vor seiner politischen Karriere als Schulleiter. Er wurde 1985 für Carrickmacross in den Monaghan County Council gewählt. Diesen Sitz konnte er bis 1999 halten. Bei den Wahlen zum Dáil Éireann 1989 im Wahlkreis Cavan–Monaghan wurde er für die Fine Gael in den Dáil gewählt. Er konnte jedoch den Sitz bei den Wahlen 1992 nicht verteidigen. Stattdessen wurde er über die Arbeitsliste 1992 in den Seanad Eireann gewählt. 1997 versuchte er noch einmal, bei den Wahlen zum Dáil einen Sitz zu erringen, jedoch ohne Erfolg.